# Aldo Grasso
Aldo Grasso (Sale delle Langhe, 10 aprile 1948) è un critico televisivo italiano.

## Biografia
Aldo Grasso nasce a Sale delle Langhe, in provincia di Cuneo, il 10 aprile 1948. 
Dopo aver conseguito la laurea in Filosofia presso l'Università Cattolica del Sacro Cuore di Milano, intraprende un percorso accademico che lo porta a specializzarsi nell'analisi della televisione e dei media. Inizia la sua carriera come insegnante e collaboratore di diverse riviste culturali.
Negli anni '80 diviene docente presso l'Università Cattolica del Sacro Cuore, dove insegna Storia della radio e della televisione e critica televisiva e fonda il Centro di Ricerca sulla Televisione e gli Audiovisivi.
Parallelamente, collabora con importanti testate giornalistiche italiane, tra cui il Corriere della Sera, per il quale scrive regolarmente recensioni e analisi critiche dei programmi televisivi.

## Carriera
Aldo Grasso è noto per il suo stile analitico e per la capacità di collocare i fenomeni televisivi nel più ampio panorama dello studio del costume e della società. 
Durante la sua carriera, ha contribuito a delineare i cambiamenti della televisione italiana, dalla nascita delle reti commerciali all'avvento delle piattaforme digitali.
Per il suo contributo agli studi sui media, Aldo Grasso ha ricevuto diversi riconoscimenti. È spesso invitato come relatore in convegni e incontri culturali dedicati alla televisione e alla comunicazione.

## Premi e riconoscimenti
- Premiolino 1992, Milano
- Premio Sport e Civiltà 2000, Parma
- Premio Satira politica 2000, Forte dei Marmi
- Premio Guidarello 2004, Ravenna
- Premio Italia oggi 2005, Milano
- Premio Imola - Le vie della critica 2005, Imola
- Premio Comune di Montalcino 2008, Montalcino
- Premio editoriale della comunicazione 2008, Castiglioncello
- Premio Capri San Michele 2008, Capri
- Premio giornalistico internazionale per la cultura 2009, Santa Margherita Ligure
- Premio internazionale Gerolamo Cardano, 2017, Pavia
- Premio Cronin alla carriera, 2024, Savona

## Opere
- L'irrealismo socialista, a cura di, Roma, Soc. Gestioni Editoriali, 1973.
- Sergej M. Ejzenstejn, Firenze, La Nuova Italia, 1974.
- Raffaello Matarazzo materiali, a cura di e con Adriano Apra, Carlo Freccero et al., Torino, Quaderno del Movie Club, 1976.
- La casa telematica, a cura di e con Gianfranco Bettetini e Ugo La Pietra, Milano, Kata, 1983.
- La camera lirica. Storia e tendenze della diffusione dell'opera lirica attraverso la televisione, con Giovanni Buttafava, Milano, Amici della Scala, 1985.
- Lo specchio sporco della televisione. Divulgazione scientifica e sport nella cultura televisiva, a cura di e con Gianfranco Bettetini, Torino, Fondazione Agnelli, 1988.
- Linea allo studio. Miti e riti della televisione italiana, Milano, Bompiani, 1989.
- Le mille e una volta dei promessi sposi, con Gianfranco Bettetini e Laura Tettamanzi, Torino, Nuova ERI, 1990.
- Le televisioni in Europa, a cura di e con Claus-Dieter Rath, Howard H. Davis, François Garçon, Gianfranco Bettetini, 2 voll., Torino, Edizioni della Fondazione Giovanni Agnelli, 1990.
- Storia della televisione italiana, Milano, Garzanti, 1992; 2000; nuova ed. aggiornata, 2004.
- Il libro e la televisione. Storia di un rapporto difficile, a cura di, Torino, RAI-Nuova ERI, 1993.
- Al paese dei Berlusconi, Milano, Garzanti, 1993.
- Enciclopedia della televisione, a cura di, Milano, Garzanti, 1996; 2002; 2003 (edizione speciale per Tv sorrisi e canzoni); 2008.[3]
- Storia della televisione, 2 voll., Milano, Garzanti, 1998.
- Radio e televisione. Teorie, analisi, storie, esercizi, Milano, Vita e Pensiero, 2000.
- La scatola nera della pubblicità, Cinisello Balsamo, Silvana editoriale, 2000.
- Schermi d'autore. Intellettuali e televisione, 1954-1974, a cura di, Roma, Rai-ERI, 2002. ISBN 88-397-1221-6
- Che cos'è la televisione. Il piccolo schermo fra cultura e società: i generi, l'industria, il pubblico, con Massimo Scaglioni, Milano, Garzanti, 2003. ISBN 88-11-74032-0
- Il bel paese della tv. Viaggio nell'Italia delle emittenti locali, Milano, Corriere della Sera, 2004.
- Fare storia con la televisione. L'immagine come fonte, evento, memoria, Milano, Vita e pensiero, 2006.
- La TV del sommerso. Viaggio nell'Italia delle TV locali, Milano, Oscar Mondadori, 2006. ISBN 88-04-56194-7
- Buona maestra. Perché i telefilm sono diventati più importanti del cinema e dei libri, Milano, Mondadori, 2007. ISBN 978-88-04-56815-5
- Parole e immagini. La comunicazione e i media, con Massimo Scaglioni, Novara, Fondazione Achille e Giulia Boroli, 2007.
- Fenomenologia di Fiorello, Milano, Mondadori, 2008. ISBN 978-88-04-57403-3
- Arredo di serie. I mondi possibili della serialità televisiva americana, con Massimo Scaglioni, a cura di, Milano, Vita e Pensiero, 2010.
- Televisione convergente. La TV oltre il piccolo schermo, con Massimo Scaglioni, a cura di, Milano, Link Ricerca, RTI, 2010.
- L'Italia alla TV. La critica televisiva nelle pagine del Corriere della sera, Milano, RCS, 2011.
- Prima lezione sulla televisione, Collana Universale.Prime lezioni, Roma-Bari, Laterza, 2011, ISBN 978-88-420-9523-1.
- Invito alla televisione, Collana Orso blu, La Scuola, 2012, ISBN 978-88-350-2836-9.
- Storie e culture della televisione italiana, (a cura di), Milano, Mondadori, 2013.
- Arte in TV. Forme di divulgazione, (a cura di), con Vincenzo Trione, Monza, Johan&Levi, 2014.
- La nuova fabbrica dei sogni. Miti e riti della serialità televisiva americana, con Cecilia Penati, il Saggiatore, Milano 2016.
- Ciclone Grillo, genesi e ascesa di un movimento, con Francesco Alberti, Gian Antonio Stella, Emanuele Buzzi, Marco Imarisio, Sergio Rizzo e Monica Zicchiero, Milano, RCS MediaGourp, Divisione quotidiani, 2013.
- A. Grasso-Cecilia Penati, La nuova fabbrica dei sogni. Miti e riti delle serie tv americane, Collana La Cultura, Milano, Il Saggiatore, 2016, ISBN 978-88-428-2182-3.
- Storia critica della televisione italiana, con Luca Barra e Cecilia Penati, 3 voll., Collana La Cultura, Milano, Il Saggiatore, 2019, ISBN 978-88-428-2369-8.
- Padiglione Italia. Bestiario fantastico per un paese paradossale, Milano, Solferino, 2021, ISBN 978-88-282-0779-5.

## Onorificenze
- Ordine al merito della Repubblica Italiana, Grande Ufficiale - 2 maggio 1996[4]